# Regeringen François Fillon III
Regeringen François Fillon III (UMP, NC-regeringen) var Frankrigs regering fra 14. november 2010 til 10. maj 2012.

## Regeringen

### Ministre
|  | Portefølje                                                       |  | Minister                   | Parti     |
|  | ---------------------------------------------------------------- |  | -------------------------- | --------- |
|  | Premierminister                                                  |  | François Fillon            | UMP       |
|  | Udenrigsminister                                                 |  | Alain Juppé                | UMP       |
|  | Forsvarsminister                                                 |  | Gérard Longuet             | UMP       |
|  | Justitsminister                                                  |  | Michel Mercier             | ex-MoDem  |
|  | Indenrigsminister                                                |  | Claude Guéant              | UMP       |
|  | Økonomi-, finans-og industriminister                             |  | François Baroin            | UMP       |
|  | Arbejds-, beskæftigelses- og sundhedsminister                    |  | Xavier Bertrand            | UMP       |
|  | Undervisnings-, ungdoms- og foreningsminister                    |  | Luc Chatel                 | UMP       |
|  | Minister for budget, offentlige regnskaber og statsreformen      |  | Valérie Pécresse           | UMP       |
|  | Minister for landbrug, fødevarer, fiskeri og landdistrikter      |  | Bruno Le Maire             | UMP       |
|  | Minister for økologi, bæredygtig udvikling, transport og boliger |  | Nathalie Kosciusko-Morizet | UMP       |
|  | Kulturminister                                                   |  | Frédéric Mitterrand        | Upolitisk |
|  | Minister for solidaritet og social samhørighed                   |  | Roselyne Bachelot-Narquin  | UMP       |
|  | Minister for offentlig service                                   |  | François Sauvadet          | NC        |
|  | Minister for forskning og videregående uddannelser               |  | Laurent Wauquiez           | UMP       |
|  | Byminister                                                       |  | Maurice Leroy              | NC        |
|  | Minister for sport                                               |  | David Douillet             | UMP       |

### Statssekræter
|  | Portefølje                                                              | Statssekræter        | Parti |
|  | ----------------------------------------------------------------------- | -------------------- | ----- |
|  | Europastatssekræter                                                     | Jean Leonetti        | UMP   |
|  | Statssekræter for kommunerne                                            | Philippe Richert     | UMP   |
|  | Statssekræter for industri, energi og digital økonomi                   | Éric Besson          | UMP   |
|  | Statssekræter for læring og erhvervsuddannelse                          | Nadine Morano        | UMP   |
|  | Statssekræter for relationer med parlamentet                            | Patrick Ollier       | UMP   |
|  | Statssekræter for de oversøisk territorier                              | Marie-Luce Penchard  | UMP   |
|  | Statssekræter for boliger                                               | Benoist Apparu       | UMP   |
|  | Statssekræter for ungdom og samfundsliv                                 | Jeanette Bougrab     | UMP   |
|  | Statssekræter for udenrigshandel                                        | Pierre Lellouche     | UMP   |
|  | Statssekræter for familie                                               | Claude Greff         | UMP   |
|  | Statssekræter for sundhed                                               | Nora Berra           | UMP   |
|  | Statssekræter for samarbejde                                            | Henri de Raincourt   | UMP   |
|  | Statssekræter for franskmænd i udlandet                                 | Édouard Courtial     | UMP   |
|  | Statssekræter for transport                                             | Thierry Mariani      | UMP   |
|  | Statssekræter for solidaritet                                           | Marie-Anne Montchamp | UMP   |
|  | Statssekræter for handel, håndværk, SMV'er, turisme og forbrugerforhold | Frédéric Lefebvre    | UMP   |
|  | Statssekræter for veteraner                                             | Marc Laffineur       | UMP   |